# Moritz Bodenehr

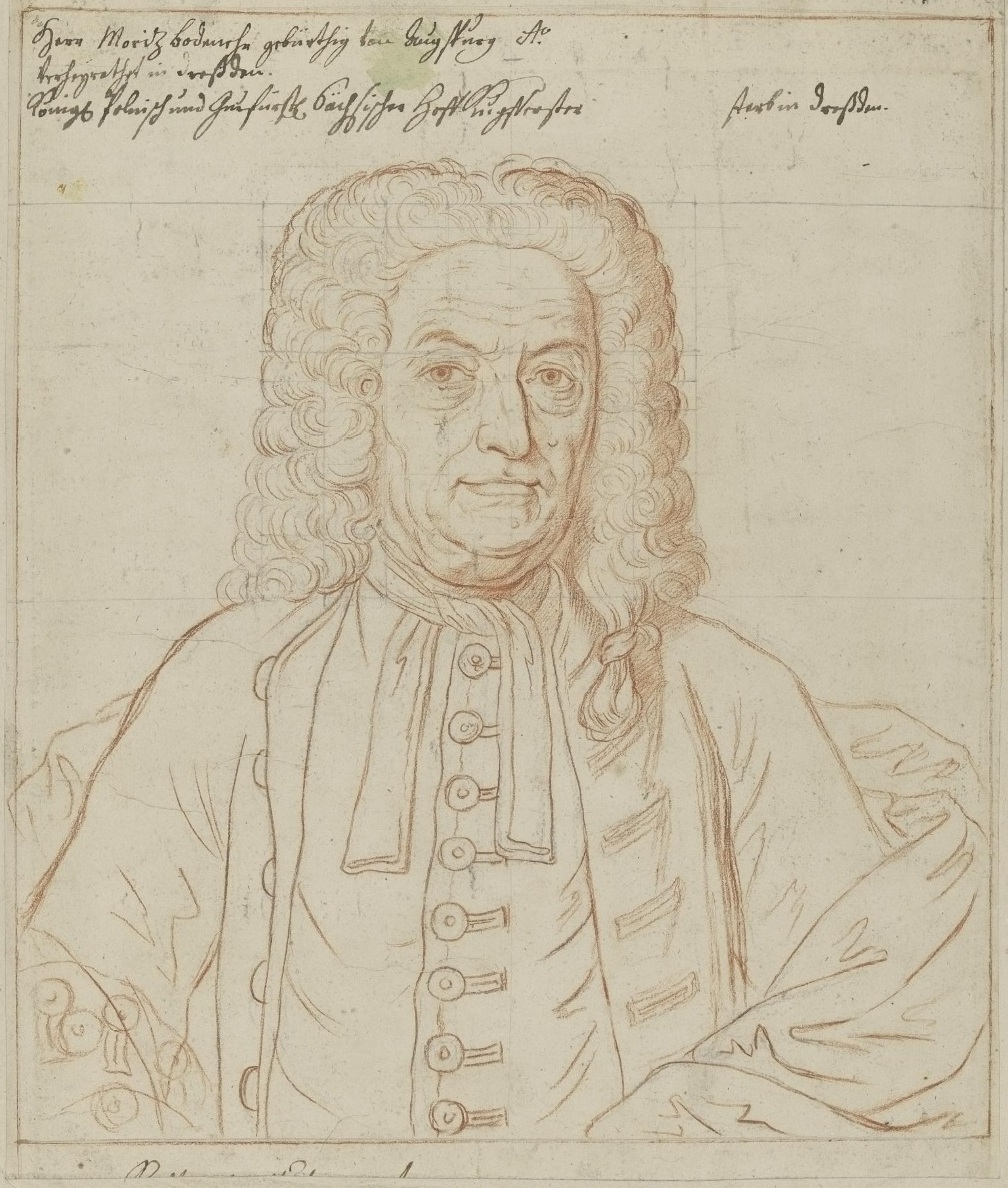
Moritz Bodenehr, Porträtzeichnung 1716 (?) mit postumer Beschriftung

Moritz Bodenehr (* 26. März 1665 in Augsburg; † 6. März 1749 in Dresden) war ein deutscher Kupferstecher.

## Leben
Moritz Bodenehr entstammte der Augsburger Buchdrucker- und Kupferstecherfamilie Bodenehr, sein Vater war Johann Georg Bodenehr (1631–1703). Moritz’ Brüder Gabriel (1664–1758) und Georg Konrad (1673–1710) wurden ebenfalls Kupferstecher. Von Moritz’ Söhnen Johann Georg Friedrich (1691–1730) und Johann Gottfried (1696–1743), die sich beide wieder in Augsburg niederließen, gilt ersterer als der beste Kupferstecher der Familie.
Nach seiner Ausbildung als Kupferstecher und Wanderjahren ließ Moritz Bodenehr sich vor 1691 in Dresden nieder. Hier besaß er eine Werkstatt in der Nähe des Schießhauses und wurde zum kurfürstlich-sächsischen Hofkupferstecher ernannt. Bodenehr schuf zahlreiche grafisch anspruchsvolle Werke, vor allem Veduten, Stiche zu zeitgeschichtlichen Ereignissen, Kalender, Theaterdekorationen und Porträts. Insgesamt sind über 100 Werke von ihm überliefert.
1712 lernte der russische Zar  Peter I. bei seinem Besuch in Dresden den Goldschmied Johann Melchior Dinglinger kennen und bewunderte eine von ihm in seinem Wohnhaus installierte Windrose. Peter ließ diesen Windmesser, bestehend aus Uhr, Windstärkemesser und Windrichtungsanzeiger in größerer Form für sein Sommerpalais in St. Petersburg nachbauen, wobei die Arbeiten von Dinglinger gemeinsam mit Moritz Bodenehr und Andreas Gärtner erfolgten. Bodenehr schuf dabei die grafischen Darstellungen der Zifferblätter mit allegorischen Bildern, einer Weltkarte und einem Ring mit Angabe der Windstärken und der Windrose.
Zu seinen originellen Schöpfungen gehört auch ein 1720 entstandenes Hochzeitsgedicht in Rebusform. Dabei wurden einzelne Wörter des Textes durch Bilder ersetzt, welche „mitgelesen“ werden müssen, um den Inhalt zu erfassen. Das aufklappbare Werk entstand anlässlich der Hochzeit des Dresdner Hofjuweliers Carl Heinrich Schrötel mit Johanna Elisabeth, Tochter des Stückgießers Michael Weinhold am 8. April 1720. Schöpfer und Hintergründe der Entstehung wurden erst in den 1930er Jahren entdeckt und in der Folge entschlüsselt und wissenschaftlich erforscht. Weitere ähnliche Festzeitungen Bodenehrs entstanden zwischen 1720 und 1728.

## Weitere Werke (Auswahl)
- Drei Kupferstiche zur Ausschmückung von: Bernhard Schmied: Eines geplagten doch unverzagten  Christens Unüberwindliche Hoffnung zu Gott Bey  dem Hochanschnlichen Leich=Begängnüß des Wohlgebohrnen Herrn Herrns Wolf Caspars von Klengel. Dresden [1691]. online
- Südansicht der alten Frauenkirche (1714)
- Schaustückgen zum Andencken des großen Jubelfestes, welches wegen der vor zweyhundert Jahren angefangenen Reformation Lutheri Anno 1717 d. 31. Octobr. in der Evangelischen Lutherischen Kirche feyerlich begangen wurde (1717)
- Sarg der Gräfin Catharina Henriette Fleming, Kupferstich (1721)
- Prospect der Alten Frauen Kirche gegen Mitternacht (1728)
- Das Stallgebäude am Neumarkt in Dresden nach seinem Umbau zum Festhaus  (1731)
- Beschreibung der Illumination zu Dressden bey der Königlichen Socilianischen in Vollmacht vollzogenen Vermählung nebst anderen dahin gehörigen Vorstellungen und verschiedenen Kupffer-Stichen (1738)

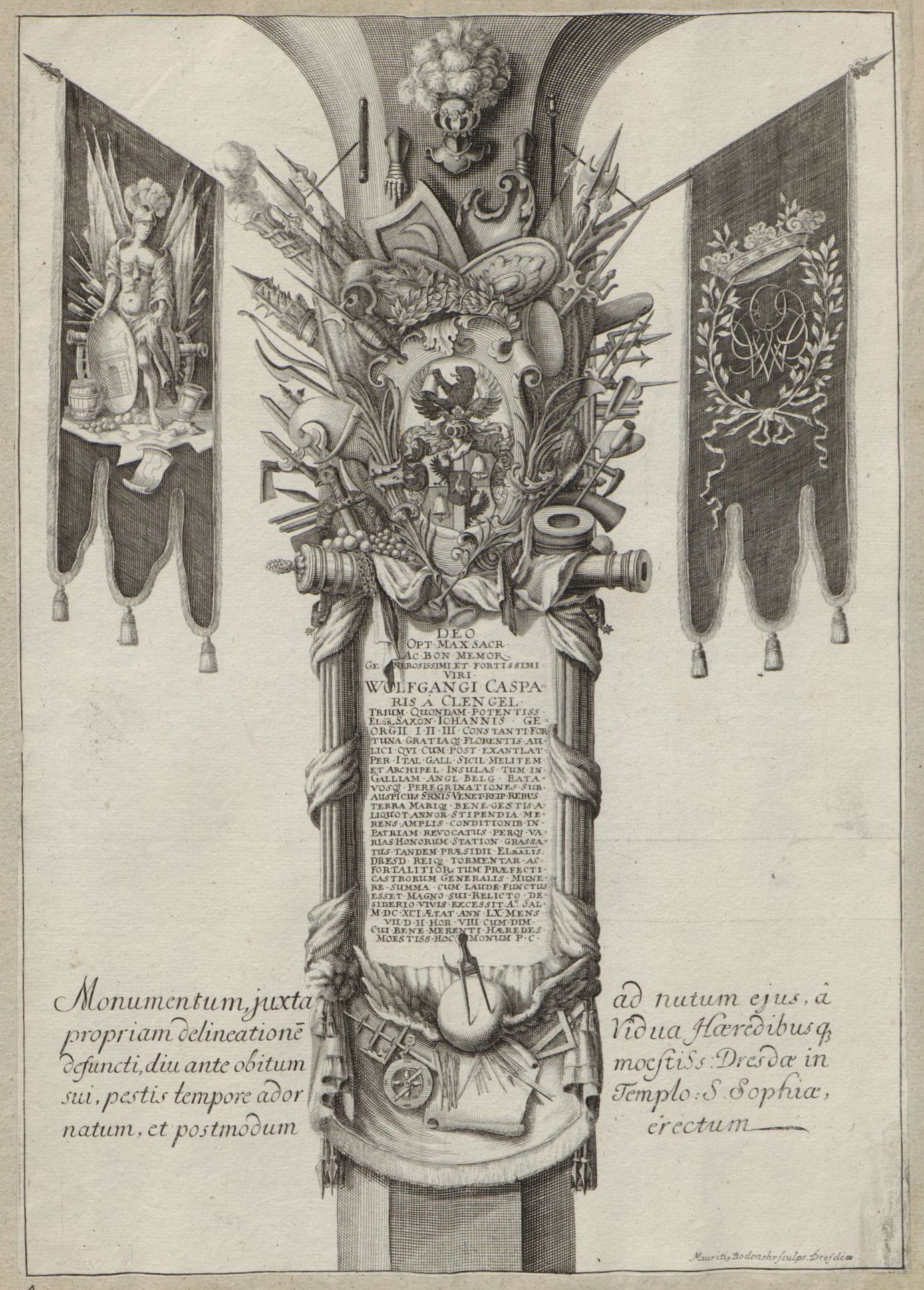
Totenschild für den Baumeister Wolf Caspar von Klengel (1630–1691) in der Dresdener Sophienkirche
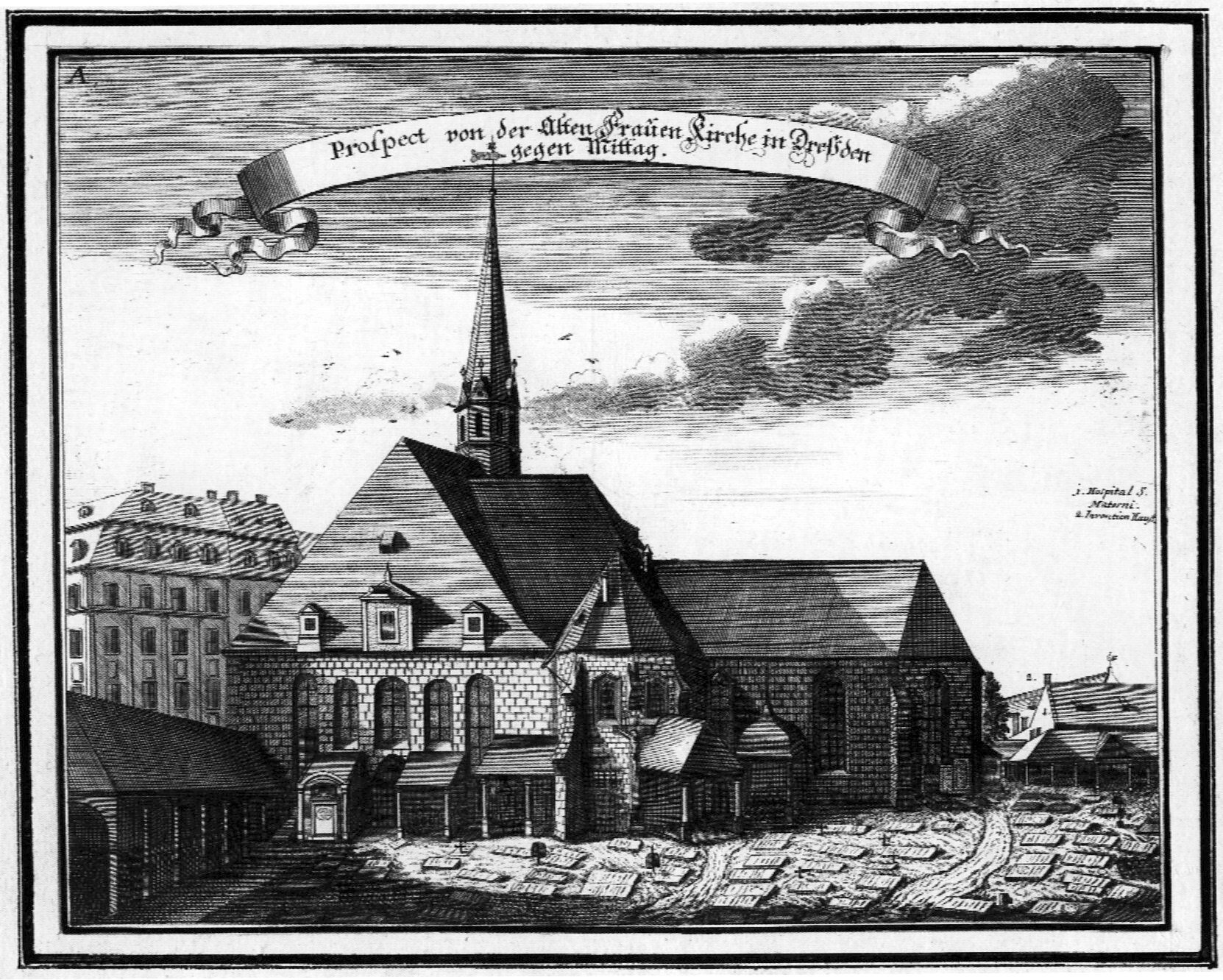
Südansicht der alten Frauenkirche 1714
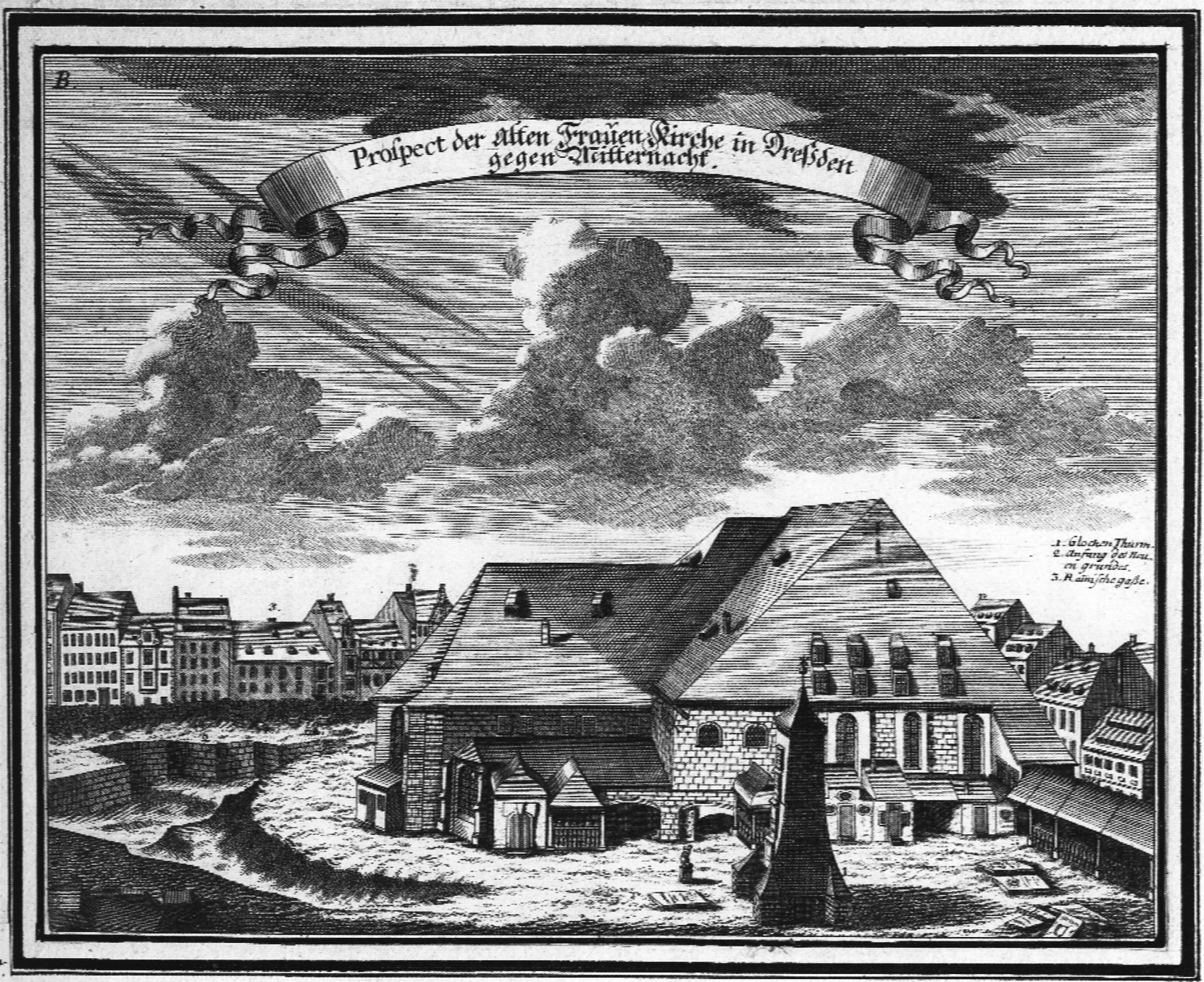
Nordansicht der alten Frauenkirche während des Abrisses 1728
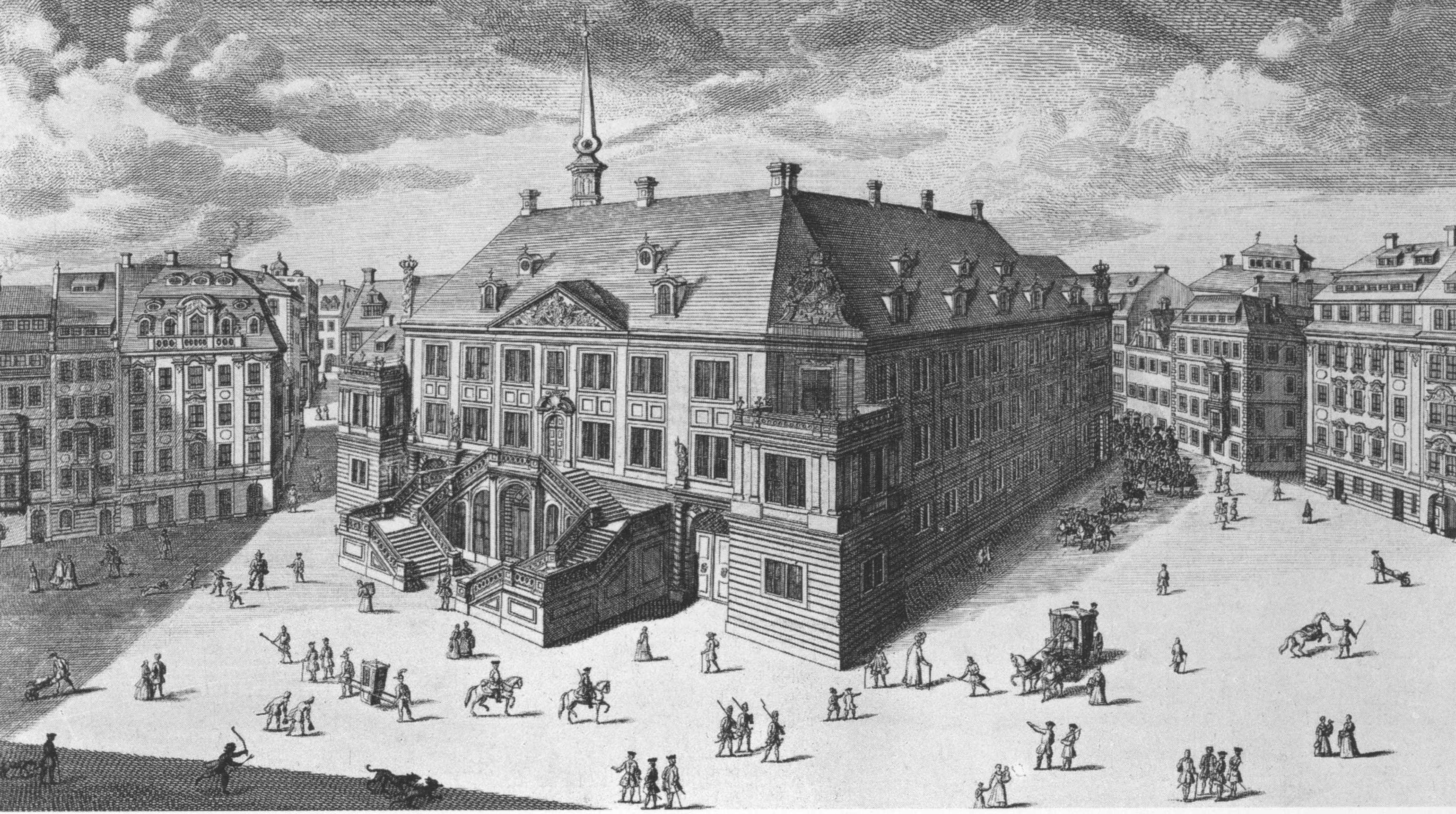
Das Stallgebäude am Neumarkt in nach seinem Umbau zum Festhaus 1731
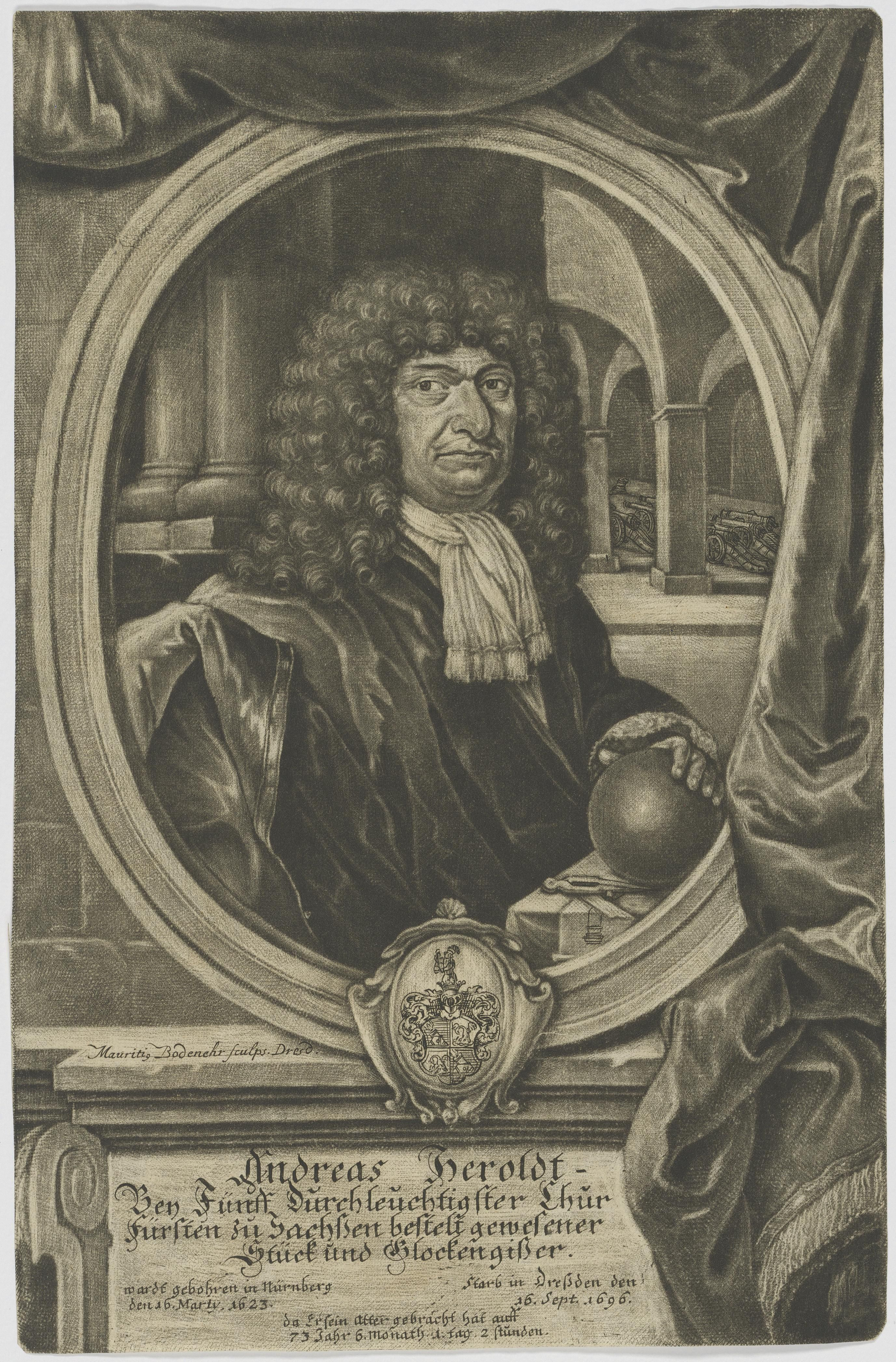
Kupferstich des kursächsischen Stück- und Glockengießers Andreas Herold (1623–1696)
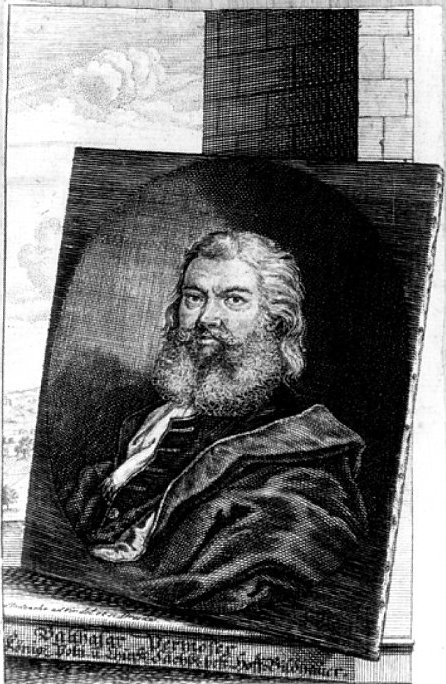
Porträt des Bildhauers Balthasar Permoser (1651–1732)